# Кашина Нуова (Бергамо)
Кашина Нуова је насеље у Италији у округу Бергамо, региону Ломбардија.
Према процени из 2011. у насељу је живело 29 становника. Насеље се налази на надморској висини од 146 м.